# Anja Althaus
Anja Althaus, född 3 september 1982 i Magdeburg i Östtyskland, är en tysk före detta handbollsspelare som senast spelade för Győri ETO KC  Hon vann Champions League tre gånger under sin karriär.

## Klubbkarriär
Anja Althaus började spela handboll i SC Magdeburg i hemstaden.16 år gammal spelade Anja Althaus för HC Niederndodeleben. Två år senare började hon spela för DJK/MJC Trier. Hon spelade kvar i klubben till 2007. Med Trier vann hon tyska mästerskapet 2003. 2007 blev hon utlandsproffs i danska toppklubben Viborg HK. Under fem år med Viborg vann hon danska mästerskapet tre gånger, danska cupen två gånger och Champions League två gånger. Dessa år blev höjdpunkten i hennes karriär också med uttagning i All Star Team på EM 2012. Hon valde att återvända till Tyskland och spelade för Thüringer HC till 2014. Med klubben vann hon tyska cupen och en tysk mästartitel till. 2014 till 2017 spelade hon HC Vardar som var en europeisk storklubb innan den gick i konkurs. Hon tillkännagav att hon skulle sluta med professionell handboll efter Champions League-finalen 2017. HC Vardar förlorade finalen till Győri. Althaus ändrade sig och  skrev några veckor senare ett kontrakt med Győri. Hon vann sedan Champions League-titeln, Ungerska mästerskapet och Ungerska cupen. 2018 slutade hon spela handbollen för gott. Anja Althaus har många meriter från klubbhandbollen både nationellt och internationellt med saknar nästan landslagsmeriter helt. Hon tillhör de spelare som spelat flest landskamper för Tyskland.

## Landslagskarriär
Althaus debuterade i Tysklands damlandslag i handboll 2002.  Hon deltog sedan i EM 2004, 2006, 2008, 2010, 2012 och 2014 samt i världsmästerskapen 2005, 2007, 2009, 2011, 2013. Hon spelade åren 2002 till 2014 243 landskamper och antecknades för 527 mål. Med 243 landskamper har Althaus spelat femte mest landskamper för Tyskland efter Grit Jurack, Michaela Erler och Silvia Schmitt och Anna Loerper. Hon var med i truppen till VM 2007 där tyskorna vann en bronsmedalj, men hon spelade inte i någon match i mästerskapet. Men hon vann ändå en bronsmedalj vid världsmästerskapet 2007. Hon tävlade sedan vid olympiska sommarspelen 2008 i Peking, där Tyskland slutade på en 11:e plats. Tyska landslaget misslyckades 2010 vid EM och först vid EM 2012 spelade Althaus en framträdande roll och utsåga till EM:s bästa försvarare. Efter EM 2014 avslutade Althaus landslagskarriären. 
Althaus tog i november 2024 över posten som manager för det tyska damlandslaget i handboll.

## Meriter i klubblag
- Vinnare av tyska mästerskapet 2003 med DJK/MJC Trier  och 2013 med Thüringer HC
- Vinnare av tyska cupen 2013 med Thüringer HC
- Vinnare av danska mästerskapet 2008, 2009, 2010 med Viborg HK
- Vinnare av danska cupen 2007, 2008 med Viborg HK
- Vinnare av ungerska mästerskapet 2018 med Győri ETO KC.
- Vinnare av ungerska cupen 2018 med Győri ETO KC.
- Vinnare av EHF Champions League 2009, 2010 med Viborgs HK och 2018 med Győri ETO KC.

## Individuella utmärkelser
- Utsedd till EM:s bästa försvarsspelare: 2012